# TUSEM Essen
Der Turn- und Sportverein Essen-Margarethenhöhe e. V. 1926, kurz TUSEM Essen oder TuSEM Essen, ist ein deutscher Sportverein, der vor allem durch die Erfolge seiner Handballmannschaft bekannt ist, die dreimal Deutscher Meister wurde. In der Saison 2012/13 stieg sie aus der Handball-Bundesliga ab und spielte bis zum Saisonende 2019/20 in der 2. Bundesliga, bevor er zur Saison 2020/21 wieder in die erste Bundesliga zurückkehrte. Aktuell spielt TUSEM Essen in der 2. Handball-Bundesliga 2022/23.
Neben Handball werden die Sportarten Badminton, Basketball, Boxen, Cheerleading, Fußball, Leichtathletik, Rollstuhl-Hockey, Schwimmen, Taekwondo, Tanz, Tennis, Tischtennis, Turnen und Volleyball angeboten. Darüber hinaus betreibt der Verein ein Gesundheits- und Sportzentrum.
Seit 1963 ist der Verein Ausrichter des ältesten deutschen ohne Unterbrechung durchgeführten Marathonlaufs Rund um den Baldeneysee.
Auch der TUSEM-Cup der Volleyballer gehört zu den traditionsreichsten Saisonvorbereitungsturnieren in Deutschland. In der Saison 2006 stieg erstmals seit Bestehen der Volleyball-Abteilung eine Damenmannschaft in die Oberliga auf.
Seit 1993 wird kurz vor Saisonbeginn das sog. Warm-Up-Turnier von der Tischtennisabteilung ausgerichtet.
Der Verein hat 2.298 Mitglieder (Stand: Ende 2022).

## Handball

### Aktuelle Geschichte
Der Bereich Handball-Bundesliga wurde im Jahr 2000 aus dem Verein ausgegliedert und in eine GmbH umgewandelt. Zur Saison 2005/06 wurde dem TUSEM wegen finanzieller Probleme – ein griechischer Hauptsponsor zahlte die vertraglich zugesicherten Gelder nicht – jedoch keine Lizenz für die erste Bundesliga erteilt und der Verein nach 26 Jahren ununterbrochener Bundesligazugehörigkeit als Gewinner des EHF-Pokals in die Regionalliga zurückgestuft. Dort gelang dem TUSEM Essen mit einer Bilanz von 63:1 Punkten der Aufstieg in die 2. Bundesliga Süd, in der der Verein in der Saison 2006/07 antrat. Nach dem Titelgewinn in der 2. Liga Süd am 19. Mai 2007 mit einer Bilanz von 52:16 Punkten spielte der TUSEM Essen in der Saison 2007/08 wieder in der 1. Handball-Bundesliga, in der er in der Relegation gegen die HSG Düsseldorf den Klassenerhalt schaffte.
Im Oktober 2008 drohte dem Verein nach 2005 erneut die Insolvenz und der damit verbundene Zwangsabstieg. Gleichzeitig wurde bekannt, dass der Handballverein Opfer eines finanziellen Betrugs geworden war.
Am 4. November 2008 stellte der Verein einen Insolvenzantrag und stand damit als Zwangsabsteiger aus der Handball-Bundesliga fest. Als Tabellensiebter der Saison 2010/11 in der 2. Liga Nord qualifizierte sich der Verein für die ab der Spielzeit 2011/12 bestehende eingleisige 2. Liga. 2011/12 wurde der TUSEM Vizemeister der 2. Liga und schaffte somit den Wiederaufstieg in die 1. Liga, aus der der Verein nach einem Jahr als Tabellenletzter wieder abstieg. Zur Saison 2017/18 übernahm Jaron Siewert das Traineramt. Unter seiner Leitung kehrte TUSEM in die Bundesliga zurück. Ab dem Sommer 2020 trainierte Jamal Naji die Männermannschaft. Im Jahr 2022 trat sein ehemaliger Co-Trainer Michael Hegemann die Nachfolge als Chefcoach des TUSEM an.

### Erfolge
- Deutscher Meister 1986, 1987, 1989
- Deutscher Pokalsieger 1988, 1991, 1992
- Europapokal der Pokalsieger 1989
- Euro-City-Cup 1994
- EHF-Pokal 2005
- Deutscher A-Jugendmeister 1994
- Europapokalteilnahme 1984, 1985, 1987, 1988, 1989, 1990, 1991, 1992, 1993, 1994, 1995, 2003, 2004, 2005
- Aufstieg in die 2. Bundesliga Süd 2006
- Aufstieg in die Handball-Bundesliga 2007, 2012, 2020

### Bekannte ehemalige Spieler
- Frank Arens
- Patrick Cazal
- Mark Dragunski
- Jovica Elezović
- Jochen Fraatz
- Alfreð Gíslason
- Chrischa Hannawald (Torwart)
- Thomas Happe
- Stefan Hecker (Torwart)
- Reinhard van der Heusen
- Mikael Källman
- Patrekur Jóhannesson
- Maik Handschke
- Stefan Krebietke
- Peter Krebs
- Julius Kühn
- Jörn-Uwe Lommel
- Volker Michel
- Piotr Przybecki
- Peter Quarti
- Erik Veje Rasmussen
- Dirk Rauin
- Oliver Roggisch
- Christian Rose
- Michael Haaß
- Oliver Tesch
- Mark Schmetz
- Martin Schwalb
- Halldór Jóhann Sigfússon
- Guðjón Valur Sigurðsson
- Krzysztof Szargiej
- Viktor Szilágyi
- Dmitri Torgowanow
- Alexander Arkadjewitsch Tutschkin
- Patrick Wiencek
- Oleg Velyky

### Kader Saison 2025/26
| Nr.                   | Nation      | Name              | Position        | Größe  | Geburtsdatum  | Alter | seit | Vertrag bis | Letzter Verein                |
| --------------------- | ----------- | ----------------- | --------------- | ------ | ------------- | ----- | ---- | ----------- | ----------------------------- |
| 12                    | Deutschland | Finn Knaack       | Tor             | 2,01 m | 21. Nov. 2006 | 18    | 2025 | 2026        | Handball Sport Verein Hamburg |
| 24                    | Schweiz     | Dennis Wipf       | Tor             | 1,94 m | 12. Jan. 1999 | 26    | 2024 | 2026        | Pfadi Winterthur              |
| 87                    | Deutschland | Dominik Plaue     | Tor             | 1,96 m | 14. Juli 1995 | 30    | 2024 | 2026        | ThSV Eisenach                 |
| 03                    | Deutschland | Felix Mart        | Rückraum Mitte  | 1,86 m | 12. Juli 2004 | 21    | 2025 | 2027        | Füchse Berlin                 |
| 04                    | Deutschland | Felix Göttler     | Rückraum links  | 1,92 m | 11. Juli 2005 | 20    | 2024 | 2026        | Rhein-Neckar Löwen            |
| 05                    | Deutschland | Valentin Willner  | Kreismitte      | 1,97 m | 14. Jan. 2005 | 20    | 2025 | 2027        | Rhein-Neckar Löwen            |
| 10                    | Deutschland | Finn Wolfram      | Kreismitte      | 1,95 m | 22. Feb. 2003 | 22    | 2022 | 2027        | TSV Bayer Dormagen            |
| 15                    | Deutschland | Nils Homscheid    | Rückraum Mitte  | 1,83 m | 15. Okt. 2002 | 22    | 2018 | 2027        | JSG Hiesfeld/Aldenrade        |
| 20                    | Deutschland | Jan Reimer        | Rechtsaußen     | 1,89 m | 29. Dez. 2000 | 24    | 2024 | 2026        | TSV Bayer Dormagen            |
| 21                    | Deutschland | Felix Eißing      | Rechtsaußen     | 1,94 m | 14. Okt. 2002 | 22    | 2022 | 2026        | SC Magdeburg                  |
| 23                    | Deutschland | Luis Buschhaus    | Rückraum links  | 1,92 m | 17. Mai 2004  | 21    | 2017 | 2027        | TV Bittenfeld                 |
| 26                    | Deutschland | Tom Wolf          | Rückraum links  | 1,99 m | 2. Juni 2006  | 19    | 2025 | 2027        | MT Melsungen                  |
| 28                    | Deutschland | Valentin Clarius  | Kreismitte      | 1,95 m | 25. Feb. 2003 | 22    | 2024 | 2026        | Rhein-Neckar Löwen            |
| 34                    | Ungarn      | Lev Szuharev      | Rückraum rechts | 1,95 m | 17. Aug. 2000 | 24    | 2024 | 2026        | Fejér-BÁL Veszprém            |
| 37                    | Deutschland | Max Neuhaus       | Rückraum Mitte  | 1,85 m | 10. Aug. 1999 | 25    | 2023 | 2027        | TSG Friesenheim               |
| 55                    | Deutschland | Oskar Kostuj      | Rückraum Mitte  | 1,83 m | 5. Aug. 2000  | 25    | 2023 | 2027        | HC Westfalia Herne            |
| 64                    | Deutschland | Maximilian Hejny  | Rückraum rechts | 2,00 m | 8. Juli 2001  | 24    | 2025 | 2027        | SG BBM Bietigheim             |
| 68                    | Deutschland | Tim Mast          | Rückraum Mitte  | 1,87 m | 26. Juli 2001 | 24    | 2022 | 2026        | TSV Bayer Dormagen            |
| 73                    | Deutschland | Finley Werschkull | Linksaußen      | 2,04 m | 6. Jan. 2003  | 22    | 2022 | 2026        | TSV Bayer Dormagen            |
| 91                    | Deutschland | Alexander Schoss  | Rückraum rechts | 1,98 m | 11. Aug. 2003 | 21    | 2022 | 2027        | TSV Bayer Dormagen            |
| Stand: 9. August 2025 |             |                   |                 |        |               |       |      |             |                               |

#### Trainerteam
| Nat.        | Name         | Position   | Geburtsdatum | im Verein seit |
| ----------- | ------------ | ---------- | ------------ | -------------- |
| Deutschland | Daniel Haase | Trainer    | 24.09.1982   | 2024           |
| Deutschland | Nelson Weisz | Co-Trainer | 12.01.1992   | 2024           |

#### Transfers zur Saison 2025/26
| Zugänge             | Zugänge          | Zugänge                              |
| Nation              | Name             | abgebender Verein                    |
| ------------------- | ---------------- | ------------------------------------ |
| Deutschland         | Valentin Willner | Rhein-Neckar Löwen                   |
| Deutschland         | Finn Knaack      | Handball Sport Verein Hamburg, Leihe |
| Deutschland         | Maximilian Hejny | SG BBM Bietigheim                    |
| Deutschland         | Felix Mart       | Füchse Berlin                        |
| Deutschland         | Tom Wolf         | MT Melsungen                         |
| Stand: 8. Juli 2025 |                  |                                      |

| Abgänge               | Abgänge              | Abgänge               |
| Nation                | Name                 | aufnehmender Verein   |
| --------------------- | -------------------- | --------------------- |
| Deutschland           | Christian Wilhelm    | HSG Nordhorn-Lingen   |
| Deutschland Polen     | Dennis Szczesny      | HSG Am Hallo          |
| Deutschland           | Fynn Hermeling       | TuS Vinnhorst         |
| Deutschland           | Jan Weiß             | Ahlener SG            |
| Deutschland           | Mats Haberkamp       | GWD Minden            |
| Deutschland           | Louis Maxim Elsässer | HSG Bergische Panther |
| Stand: 9. August 2025 |                      |                       |

### TUSEM-Handballjugend
Der TUSEM hat in der Saison 2006/07 mit der A-Jugend in der Regionalliga und der B- und C-Jugend in der Oberliga eine der erfolgreichsten Handballjugenden am Niederrhein. Die TUSEM-Essen-Handballjugend wurde zweimal von der HBL mit einer der besten Jugendarbeiten ausgezeichnet.

## Leichtathletik

### Bekannte Leichtathleten
- August Blumensaat, ehemaliger deutscher Langstreckenläufer
- Siegfrid Lettau, Sprinter und Weitspringer in den 1930er Jahren
- Manfred Grohnert, 110-Meter-Hürdenläufer in den 1950er Jahren
- Sabine Braun, Weltmeisterin und Dritte bei den Olympischen Spielen als Siebenkämpferin
- Uwe Töppner, Deutscher Meister im Weitsprung
- Angelika Kröll, mehrfache deutsche Jugend- und Juniorenmeisterin Diskuswurf

### Ausgetragene Sportveranstaltungen
- Rund um den Baldeneysee (Marathon, Oktober)
- August-Blumensaat-Gedächtnislauf (November)
- Westdeutsche Waldlaufserie (Januar/Februar)

## Volleyball

### Erfolge
- 1. Frauen: Aufstieg in die Oberliga 2008

## Taekwondo

### Erfolge
- Mike Hatert wurde 1998 Militärweltmeister im Taekwondo.

## Tischtennis
Die Tischtennis-Abteilung wurde 1973 gegründet.
Im Jahr 2012 schloss sich die Tischtennis-Abteilung des DJK TuS Essen-Holsterhausen dem TUSEM Essen an.

### Aufstiege
der Saison 2023/24:
- 1. Damenmannschaft: Aufstieg von der Verbandsliga in die NRW-Liga

### Die höchsten Mannschaften (Saison 2024/2025)
- 1. Damenmannschaft: NRW-Liga
- 1. Herrenmannschaft: 2. Bezirksliga
- 1. Jungenmannschaft: Verbandsliga

### Das Warm-Up-Turnier
Seit 1993 richtet die Tischtennis-Abteilung das sog. Warm-Up-Turnier aus. Lediglich im Jahr 2020 fiel das Turnier coronabedingt aus. Vorgesehen als letzter Härte- und Formtest, findet das Turnier kurz vor Beginn der Saison statt.
Startberechtigt sind alle Spielerinnen und Spieler des Westdeutschen Tischtennisverbandes. An den Start gehen bis zu 300 Teilnehmerinnen und Teilnehmer.
Bis 2019 war der Energiekonzern RWE bzw. die Tochtergesellschaft innogy Namenssponsor.

### Der Trainerstab
Das Jugend-Training wird aktuell durch 9 Trainerinnen und Trainer begleitet (C-Lizenz und STARTTER-Lizenz sowie Spielerinnen und Spieler mit langjähriger Erfahrung in höheren Ligen).

## Basketball
Die Basketballabteilung wurde im Juni 1984 gegründet.

### Erfolge
- Saison 1985/86: die 1. Herrenmannschaft stiegen schon ein Jahr nach der Gründung in die Bezirksliga auf und wurden Kreispokalsieger
- Saison 1986/87: Aufstieg der Damen im ersten Jahr in die Bezirksliga
- Saison 1989/90: Aufstieg 2. Herren in die 1. Kreisliga
- Saison 1990/91: Aufstieg 2. Herren in die Bezirksliga (93/94 Abstieg)
- Saison 1991/92: Aufstieg 1. Damen in die Bezirksliga
- Saison 1995/96: Wiederaufstieg 1. Damen in die Bezirksliga als Vizemeister
- Saison 1997/98: Aufstieg 1. Herren in die Bezirksliga und 1. Damen in die Landesliga
- Saison 1998/99: Aufstieg 1. Herren in die Landesliga
- Saison 1999/00: Aufstieg 1. Damen in die Oberliga (2003/04 Abstieg nach 4 Jahren in die Landesliga) und 2. Herren in die 1. Kreisliga (07/08 Abstieg nach 9 Jahren in die Bezirksliga)
- Saison 2006/07: Aufstieg der 2. Damen in die Bezirksliga
- Saison 2008/09: Aufstieg der 2. Damen in die Landesliga, Damen werden auch Kreispokalsieger
- Saison 2009/10: Vizemeisterschaft für die 1. Damen in der Landesliga, Damen werden erneut Kreispokalsieger
- Saison 2010/11: Damen und U19 weiblich gewinnen den Kreispokal, U17 weiblich wird ungeschlagen Kreismeister
- Saison 2011/12: Vizemeisterschaft für die Damen in der Landesliga
- Saison 2012/13: TUSEM geht mit einer Damenmannschaft (Landesliga), zwei Herrenteams (Bezirksliga und 2. Kreisklasse), einer weiblichen U19 (Regionalliga), sowie einer männlichen U16 (Kreisliga) an den Start

## Fußball
Die Fußballer von TUSEM Essen spielten jahrzehntelang lediglich auf Kreisebene. Ihre erste erfolgreiche Zeit hatte die Mannschaft in den 1980er Jahren. Im Jahre 1981 stiegen die TUSEM-Fußballer in die Landesliga Niederrhein auf. Größter Erfolg war der vierte Platz in der Saison 1983/84. Zwei Jahre später ging es für die Mannschaft wieder runter in die Bezirksliga und im Jahre 1996 mussten TUSEMs Fußballer in die Kreisliga A absteigen. Im Jahre 2004 ging es dann in die Kreisliga B hinunter.
Erst in den 2010er Jahren setzte ein sportlicher Aufschwung ein. Die erste Mannschaft stieg im Jahre 2013 in die Kreisliga A auf. Vier Jahre später wurde die Mannschaft Vizemeister der Gruppe Nord hinter dem SC Phönix Essen. Im Entscheidungsspiel um den Aufstieg setzte sich das Team von Trainer Kevin Busse mit 2:1 gegen den SC Werden-Heidhausen durch und stieg in die Bezirksliga auf. Dort hielten sich die TUSEM-Fußballer jahrelang im Mittelfeld der Tabelle auf. Am drittletzten Spieltag der Saison 2021/22 schlug die Mannschaft von Trainer Carsten Isenberg die DJK Sportfreunde Katernberg mit 3:1 und schaffte damit vorzeitig den Aufstieg in die Landesliga. Nach nur einer Saison ging es wieder runter in die Bezirksliga.
Die Fußballer von TUSEM Essen tragen ihre Heimspiele im TuSEM-Sportzentrum am Fibelweg aus, welches Platz für 2000 Zuschauer bietet. Gespielt wird auf Kunstrasen.